# Hemicytherura defiorei
Hemicytherura defiorei is een mosselkreeftjessoort uit de familie van de Cytheruridae. De wetenschappelijke naam van de soort is voor het eerst geldig gepubliceerd in 1953 door Ruggieri.